# 軍情六處
英國秘密情報局（英語：Secret Intelligence Service，縮寫：SIS），通稱軍情六處（縮寫：MI6），是英國於1909年成立的對外情報機構，隸屬於聯合情報委員會，由外交大臣領導，負責在海外進行間諜工作。自1569年伊丽莎白一世时期英国國務大臣弗朗西斯·沃尔辛厄姆爵士創立「英国保密局」后，曾几度变更其机构形式，直到1912年由曼斯菲尔德·史密斯-卡明海军准将重組為現時架構。
1930－1940年代，它被公认为世界上效能最高的情报机构。在纳粹德国侵略歐洲時，它在欧洲，南美洲以及亚洲的部分區域從事諜報任務（军情六处的名称就是在這個時期出現的，因為當時是「英國軍事情報局第六處」）。当美国参加第二次世界大战时，军情六处曾帮助美國戰略情報局（後改组為中央情報局）培訓情報人员。從那時起，這兩個機構之間开始了合作關係。並與蘇聯國安委、美國中情局及以色列摩薩德齊名世界四大情報單位。从1950年代中期开始，关于苏联间谍自1930年代起滲透組織内部的醜聞敗露，引起人們震驚。
英国的新聞報導受管制透露军情六处的工作情况和與該部門有關的新聞，英國政府直到1994年才正式承認其存在。因为该局有权根据政府保密法审查与其工作相关的新闻，故其内部运作仍然相当神秘，即使是军情六处的局长名字，除了有限的范围，甚至在军情六处向其提供情报的英国外交部裡也很少有人知道。007系列電影則以該處為主要題材。

## 其他分部
名义上由英国外交與联邦事务部（外交部）使用的建筑包括：
- 汉斯洛普公园（Hanslope Park）：郊区的米尔顿凯恩斯政府通信中心（英语：His Majesty's Government Communications Centre）大楼，隶属于外交部和英国情报网络.[3]
- 蒙克顿堡（Fort Monckton）：拿破仑战争时期堡垒，1880年代重建，现为SIS野外行动训练中心。[4]

## 历任局长
- 1909–1923: 曼斯菲尔德·史密斯-卡明爵士, KCMG CB
- 1923–1939: 休·辛克莱尔海军上将爵士（Admiral Sir Hugh Sinclair）, KCB
- 1939–1952: 斯图尔特·孟席斯少将爵士 KCB KCMG DSO MC
- 1953–1956: 约翰·亚历山大·辛克莱尔爵士（Sir John Alexander Sinclair）, KCMG CB OBE
- 1956–1968: 理查德·怀特爵士（Sir Richard White）, KCMG KBE
- 1968–1973: 约翰·伦尼爵士（Sir John Rennie）,  KCMG
- 1973–1978: 莫里斯·奥德菲尔德爵士（Sir Maurice Oldfield）, GCMG CBE
- 1979–1982: 迪克·弗兰克斯爵士（Sir Dick Franks）, KCMG
- 1982–1985: 科林·菲格雷斯爵士（Sir Colin Figures）, KCMG OBE
- 1985–1989: 克里斯托弗·柯温爵士（Sir Christopher Curwen）, KCMG
- 1989–1994: 科林·麦科尔爵士（Sir Colin McColl）, KCMG
- 1994–1999: 戴维·斯佩丁爵士（Sir David Spedding）, KCMG CVO OBE
- 1999–2004: 理查德·迪尔洛夫爵士（Sir Richard Dearlove）, KCMG OBE
- 2004–2009: 约翰·斯卡莱特爵士（Sir John Scarlett）, KCMG OBE
- 2009–2014: 约翰·索厄斯爵士GCMG
- 2014–2020: 莱克斯·杨格爵士（Sir Alex Younger） KCMG
- 2020–2025：理查·摩爾爵士（Sir Richard Moore） KCMG
- 2025年10月1日起：布萊茲·梅特雷維利（Blaise Metreweli）；新任命

2025年6月15日，英國政府發佈新聞稿，宣佈委任布萊茲·梅特雷維利（Blaise Metreweli）為第18任局長，乃軍情六處成立逾一百年以來的首名女性局長。梅特雷維利將於2025年10月1日上任，接替即將完成五年任期的摩爾。

## 相關名人

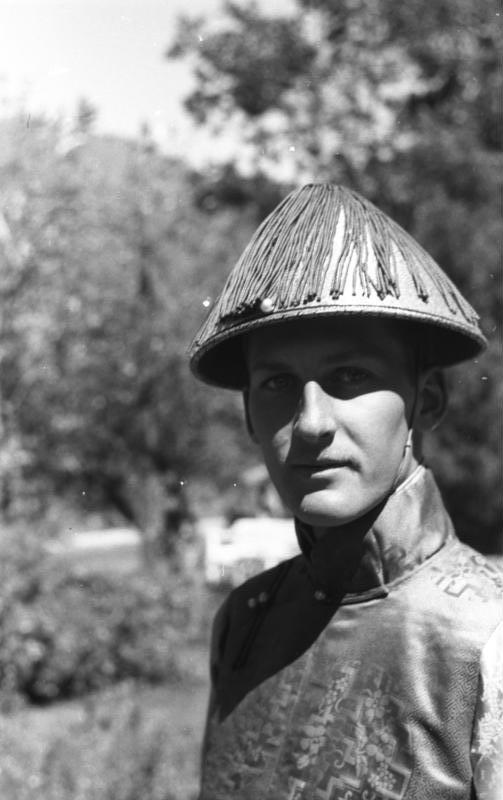
1939年，一名年輕的秘密情報局間諜，由德國探险家恩斯特·舍费尔在西藏亞東縣拍攝

- 「劍橋五傑」，冷戰時期的一個蘇聯間諜圈，包括金·費爾比
  - 安東尼·布朗特（Anthony Blunt，化名：Johnson），MI5官員和蘇聯特工
  - 蓋·伯吉斯（化名：Hicks），SIS官員和蘇聯特工
  - 約翰·凱恩克羅斯（John Cairncross，化名：Liszt），SIS官員和蘇聯特工
  - 唐納·麥克林（化名：Homer），SIS官員和蘇聯特工
  - 金·費爾比（化名：Stanley）, SIS官員 、MI6官員和蘇聯特工
- 大衛·康威爾（即約翰·勒卡雷），作家，前SIS官員
- 查爾斯·卡明（Charles Cumming），作家
- 保羅·達克斯（Paul Dukes），SIS官員和作家
- 伊恩·弗萊明，作家，前海軍情報局（NID）官員
- 格雷厄姆·格林，作家，前SIS官員
- 拉爾夫·伊澤德（Ralph Izzard），記者，作家，前海軍情報局（NID）官員
- Horst Kopkow, SS官員，二戰後在SIS工作
- 亞歷克·利馬斯（Alec Leamas），約翰·勒卡雷小說《柏林諜影》（Spy Who Came in from the Cold，1963年）中的角色，1965年由李察·波頓主演拍成電影
- 西德尼·雷利，王牌間諜（Ace of Spies）, worked for SIS and others, Intelligence mentor of Sir Henry Osborne Oswald
- Krystyna Skarbek,特工
- George Smiley, 約翰·勒卡雷小說和電影中的人物，為MI6工作
- Richard Tomlinson,作家，前SIS官員
- Valentine Vivian, SIS副局長和防碟五處首腦
- 加雷斯·威廉姆斯（Gareth Williams），由國家通信情報局GCHQ借調到軍情六處，2010年因未知原因死亡

## 流行文化
寒戰1994
占士·邦系列電影

### 引用
1. ↑   (PDF) (报告). Intelligence and Security Committee of Parliament: 35. 2023  [2025-06-17]. （原始内容 (PDF)存档于2025-01-12） （英语）.
2. ↑  Whitehead, Jennifer. . Brand Republic. 13 October 2005  [10 July 2010]. （原始内容存档于2013-07-12）.
3. ↑  Ian Cobain and Richard Norton-Taylor. . The Guardian. 18 April 2012  [25 June 2012]. （原始内容存档于2013-06-24）.
4. ↑  Richard Tomlinson. . Mainstream Publishing. 2001. ISBN 1-903813-01-8.
5. ↑   (新闻稿). 英國政府. 2025-06-15  [2025-06-16]. （原始内容存档于2025-06-16） （英语）.
6. ↑  Plunkett, Suzanne. . Reuters. 2025-06-15  [2025-06-16] （英语）.
7. ↑  . BBC. 2025-06-16  [2025-06-16]. （原始内容存档于2025-06-16） （英语）.